# Máire Drumm
Máire Drumm (Newry, 22 d'octubre de 1919 - Belfast, 28 d'octubre de 1976) va ser una política irlandesa, vicepresidenta del Sinn Féin i comandant del Cumann na mBan. Va ser assassinada per militants del lleialisme de l'Ulster mentre es recuperava d'una operació ocular a l'Hospital Mater de Belfast. Com a vicepresidenta del Sinn Féin era coneguda per la seva retòrica ferotge i divisiva que no va eludir la violència.

## Biografia
Drumm va néixer a Newry, al comtat de Down, en una família afí al republicanisme irlandès, essent la gran de quatre germans. La mare de Drumm, Margaret McAteer (de soltera Brown), havia estat activa en la Guerra de la Independència i la Guerra Civil. Drumm va créixer al poble de Killeen, al comtat d'Armagh, just a la frontera amb el comtat de Louth. La família es va traslladar a Dublín el 1940 i poc temps després Drumm es va unir al Sinn Féin. La família es va traslladar de nou a Liverpool i va ser allà que Drumm es va unir a la Lliga Gaèlica. La família va tornar a Irlanda del Nord el 1943 i Drumm va començar a treballar com a ajudant d'una botiga de queviures a Belfast. Va ser llavors que Drumm es va convertir en una activista destacada del moviment republicà, amb un interès particular pels drets dels presos republicans. Va ser en aquest context que va conèixer Jimmy Drumm, un treballador de la indústria cervesera internat a una presó de Belfast, amb qui es va casar després del seu alliberament el 1947. Durant les dècades del 1950 i 1960, Jimmy Drumm va passar 13 anys a la presó a causa de la seua militància republicana, quedant Máire a càrrec de la criança dels seus quatre fills. Malgrat les circumstàncies familiars, Drumm va continuar essent una militant activa i es va implicar a la National Graves Association, una organització dedicada al manteniment de les tombes i santuaris dels republicans difunts. També va participar en l'Associació Atlètica Gaèlica, treballant per promoure l'esport del camógaíocht.
L'inici del conflicte nord-irlandès va fer augmentar les tensions partidistes a la regió. Tant l'Exèrcit Republicà Irlandès (1922-1969) com el Sinn Féin es van dividir en dos camps paral·lels, l'IRA Oficial i el seu homòleg polític Partit dels Treballadors d'Irlanda, i l'IRA Provisional i el seu braç polític Sinn Féin. Drumm va fer costat als provisionals i posteriorment va ser designada membre d'alt rang d'aquesta facció: va participar en l'Ardfheis del Sinn Féin Provisional i després es va convertir en vicepresidenta del partit. A mesura que la violència va anar en augment i moltes persones es van veure desplaçades pel conflicte, Drumm va treballar per a reallotjar-les.
El juliol de 1970, Drumm va encapçalar una comitiva de 3.000 dones d'Andersonstown, on vivia, que va creuar per davant de l'exèrcit britànic amb cotxes carregats de subministraments per als residents, aconseguint que l'exèrcit renunciés a aturar les dones desarmades i sostenir el toc de queda.
Com a vicepresidenta del Sinn Féin, sovint va fer de portaveu del partit als mitjans de comunicació i era coneguda per la seva retòrica ferma. Va demanar obertament als catòlics d'Irlanda del Nord d'unir-se a l'IRA i no tenia por d'amenaçar els governs d'Irlanda del Nord i Britànic amb aldarulls com a resultat de les seves decisions. Això va culminar amb la seva detenció per «discurs sediciós» el juliol de 1971 quan va declarar a una audiència a Belfast que «no hauríeu de cridar "Amunt l'IRA", hauríeu d'unir-vos a l'IRA». A causa de la seva condemna de presó, el 1972 se li va negar l'entrada als Estats Units d'Amèrica.
L'agost de 1976, va ser de nou empresonada després d'un discurs, aquesta vegada en una manifestació a Dunville Park, a l'oest de Belfast, on va suggerir que la ciutat seria destruïda «pedra a pedra» pels republicans tret que els presoners republicans tinguessin l'estatus de categoria especial.

## Assassinat
El setembre de 1976 Drumm va ingressar a l'Hospital Mater Infirmorum per a una cirurgia ocular enmig dels rumors que després marxaria d'Irlanda del Nord per a establir-se a Dublín. El 18 d'octubre el seu marit va anunciar que, en el proper Ardfheis del SinnFéin, Drumm renunciaria al seu càrrec de vicepresidenta per problemes de salut, però que tornaria quan es recuperés.
El 28 d'octubre de 1976, Máire Drumm va ser assassinada a trets al llit d'hospital per dos membres dels Red Hand Commandos disfressats de metges. Immediatament després, molts es van preguntar per què s'havia donat a conèixer amb tan de detall la seva ubicació i van criticar la falta de seguretat al voltant de l'hospital que va permetre que els assassins entressin amb facilitat a l'habitació.
Més de 30.000 persones van assistir al seu funeral al cementiri de Milltown i el seu taüt va ser escortat per membres del Cumann na mBan. El funeral va comptar amb una forta presència de l'exèrcit britànic, que va impedir la presència del president del Sinn Féin, Ruairí Ó Brádaigh, i d'altres líders. Entre els assistents hi havia l'actriu Vanessa Redgrave en representació del Partit Revolucionari dels Treballadors de Gran Bretanya.

## Llegat
La mort de Drumm va provocar reaccions diverses. El moviment republicà la va elogiar com una figura clau del seu moviment. Gerry Adams l'ha defensat com una icona, escrivint una biografia de la seva vida titulada Máire Drumm: A Visionary: A Rebel Heart, així com inaugurant un retrat seu al saló de l'alcalde de l'Ajuntament de Belfast el 2020. Alguns unionistes van suggerir que Drumm va ser víctima de la retòrica violenta que havia sembrat. Merlyn Rees, una administradora britànica per a Irlanda del Nord, la va comparar amb Madame Defarge de Charles Dickens, una dona fictícia que demana sang i mort durant la Revolució Francesa. Ian Paisley la va descriure com la «personificació» dels Provisionals, i va especificar que això volia dir «sinistre, amarg i violent».
Alguns discursos i cites de Drumm es poden trobar als murals d'Irlanda del Nord:
| « | Les úniques persones dignes de llibertat són les que estan disposades a sortir a lluitar per ella cada dia, i morir si cal. | » |

| « | No hem de fer cap pas enrere, els nostres passos han de ser endavant, perquè si no ho fem, els màrtirs que van morir per tu, per mi, per aquest país, ens perseguiran per sempre. | » |